# جينيفر أنيستون
جينيفر جوانا أنيستون ((بالإنجليزية: Jennifer Joanna Aniston)؛ ولدت في 11 فبراير 1969 –) هي ممثلة، ومنتجة أفلام، وسيدة أعمال أمريكية. هي ابنة الممثل اليوناني-الأمريكي جون أنيستون والممثلة الأمريكية نانسي داو. اكتسبت جينيفر شهرة عالمية عقب لعبها لدور رايتشل غرين في المسلسل التلفزيوني الهزلي أصدقاء الذي عُرض من 1994 إلى 2004. حصلت بفضل دورها في هذا المسلسل على جائزة الإيمي برايم تايم، كما نالت جائزة الغولدن غلوب وجائزة نقابة ممثلي الشاشة. تُعتبر أنيستون اليوم واحدة من أعظم الشخصيات النسائية في التلفزيون الأمريكي،
بدأت أنيستون العمل ممثلةً في سن مبكرة بدور صغير في فيلم ماك وأنا (1988). حصلت علي أول دور سينمائي رئيس لها في فيلم الكوميديا والرعب ليبريكون (1993). لعبت دور الأنثى الفاتنة في عدد من الأفلام الكوميدية والرومانسية؛ وبدأت مسيرتها الاحترافية بالظهور في فيلم بروس الخارق الذي صدر عام 2003؛ ثم عاودت الظهور في فيلم الانفصال عام 2006، والذي حقق نجاحًا كبيرًا على مستوى شباك التذاكر. بعد ذلك بعامين، ظهرت في فيلم مارلي وأنا، ثم ظهرت عام 2011 في فيلم جست جو وذ إت وفي نفس العام، صورت فيلم مدراء فظيعون قبل أن تظهر بدور البطولة في فيلم نحن آل ميلز الذي صَدَرَ عام 2013، والذي حقق أزيد من 200 مليون دولار في جميع أنحاء العالم. واصلت النجاح بفيلمي دمبلين (2018) ولغز جريمة القتل (2019) وجزئه الثاني عام 2023. بالرغم من كل هذه النجاحات؛ فقد انتُقدت أنيستون في الكثير من الأفلام الأخرى التي لم تحظى بإعجاب النقاد بما في ذلك دور أوليفيا في فيلم الأصدقاء مع المال (2006) وكذلك دورها في فيلم الفتاة الصالحة الذي صدر سنة 2002، والذي ترشحت بفضله لجائزة الروح المستقلة لأفضل ممثلة رئيسية. تعرضت لانتقادات جديدة في سنة 2014 بعد دورها الذي وُصف "بالسيء" في فيلم الدراما كعكة، والذي ترشحت عنه لجائزة الغولدن غلوب وجائزة نقابة ممثلي الشاشة عن فئة أفضل ممثلة. لها أفلام أخرى مثل حيز المكاتب (1999)، وجاءت بولي الذي أُنتج عام 2004، ثم فيلم هو ليس معجبًا بك فحسب لعام 2009. الجدير بالذكر هنا أن أنيستون شاركت عام 2008 في تأسيس شركة إنتاج أفلام الصدى. عادت أنيستون إلي التلفزيون في عام 2019 من خلال مسلسل أبل تي في + الدرامي البرنامج الصباحي الذي شاركت في إنتاجه أيضًا، والذي فازت عنه بجائزة نقابة ممثلي الشاشة لأفضل ممثلة في مسلسل درامي.
في عام 2012، كُرمت أنيستون في ممشى المشاهير في هوليوود وذلك اعترافًا بكل ما قدمته لمجال التمثيل والسينما عمومًا. تُعد أنيستون اليوم واحدة من الممثلات الأعلى أجرًا في هوليوود، واعتبارًا من عام 2017، تُقدر صافي أرباح جينيفر بأزيد من 200 مليون دولار أمريكي. يبلغ إجمالي إيرادات أفلامها في شباك التذاكر أكثر من 1.6 مليار دولار في جميع أنحاء العالم. أُدرجت في وقت سابق في قوائم العديد من المجلات كإحدى أجمل النساء في العالم. تزوجت بالممثل براد بيت وبقي الثنائي معاً لمدة 5 سنوات قبل أن ينفصلا. تزوجت عام 2015 بممثل آخر جستن ثيرو لكنهما انفصلا مطلع شباط/فبراير 2018.

## النشأة
ولدت أنيستون في شيرمان أوكس، حي سكني بلوس أنجلوس، في ولاية كاليفورنيا هي ابنة الممثل جون أنيستون (1933–2022) والممثلة نانسي دو (1936–2016). والدها يوناني الأصل، أما والدتها، فتربت وترعرت في كونيتيكت. تعود أصولها للمهاجرين الطليان، حيث كان أحد أجدادها من جهة والدتها، لويس جريكو، من إيطاليا. أما والدتها، فمختلطة الأنساب، حيث تنتمي للعرق الإنجليزي، والأيرلندي، والإسكتلندي، وحتى اليوناني. تعود أصول والدها إلى جزيرة كريت اليونانية. لدى أنيستون أخوين غير شقيقين؛ جون، أخيها الأكبر غير الشقيق لوالدتها، وأليكس، أخيها الأصغر غير الشقيق لوالدها. كان عراب أنيستون الممثل تيلي سافالاس، واحد من أقرب الأصدقاء إلى والدها.
انتقلت أنيستون وهي طفلة إلى مدينة نيويورك. على الرغم من أن أسرتها الصغيرة تمتهن مجال التمثيل، إلا أن أنيستون كانت تمل من مشاهدة التلفزيون ومتابعة الأفلام. عندما بلغت السادسة، بدأت في حضور مدرسة فالدورف. انفصل والديها عندما بلغت سن التاسعة. والدها معروف بفضل تجسيده لدور فيكتور كيرياكيس في مسلسل أيام حياتنا الذي عُرض عام 1985 على هيئة الإذاعة البريطانية. أما والدتها، فقد ظهرت في مسلسلين لا غير؛ الأول عُرض عام 1965 تحت عنوان برية الغرب المتوحش، والثاني الصادر تحت عنوان بيفرلي هيلبيليس في 1962.
بعد أن اكتشفت موهبة التمثيل لديها وهي في سن الحادية عشر في مدرسة فالدورف، قررت جينيفر الالتحاق بمدرسة لتعليم الموسيقى والفنون المسرحية في مانهاتن، ثم انضمت فيما بعد إلى مجتمع بالمدرسة لتعلُّم التمثيل وبخاصة الدراما. كان أنتوني أبيسون مدرس الدراما لأنيستون. شاركت في بداية مسيرتها في مسرحية العلامة في نافذة سيدني بروستين للورين هانزبيري، ثم ظهرت في مسرحية الأخوات الثلاث لمؤلفها أنطون تشيخوف.

## المسيرة المهنية

### 1988–1993: البدايات

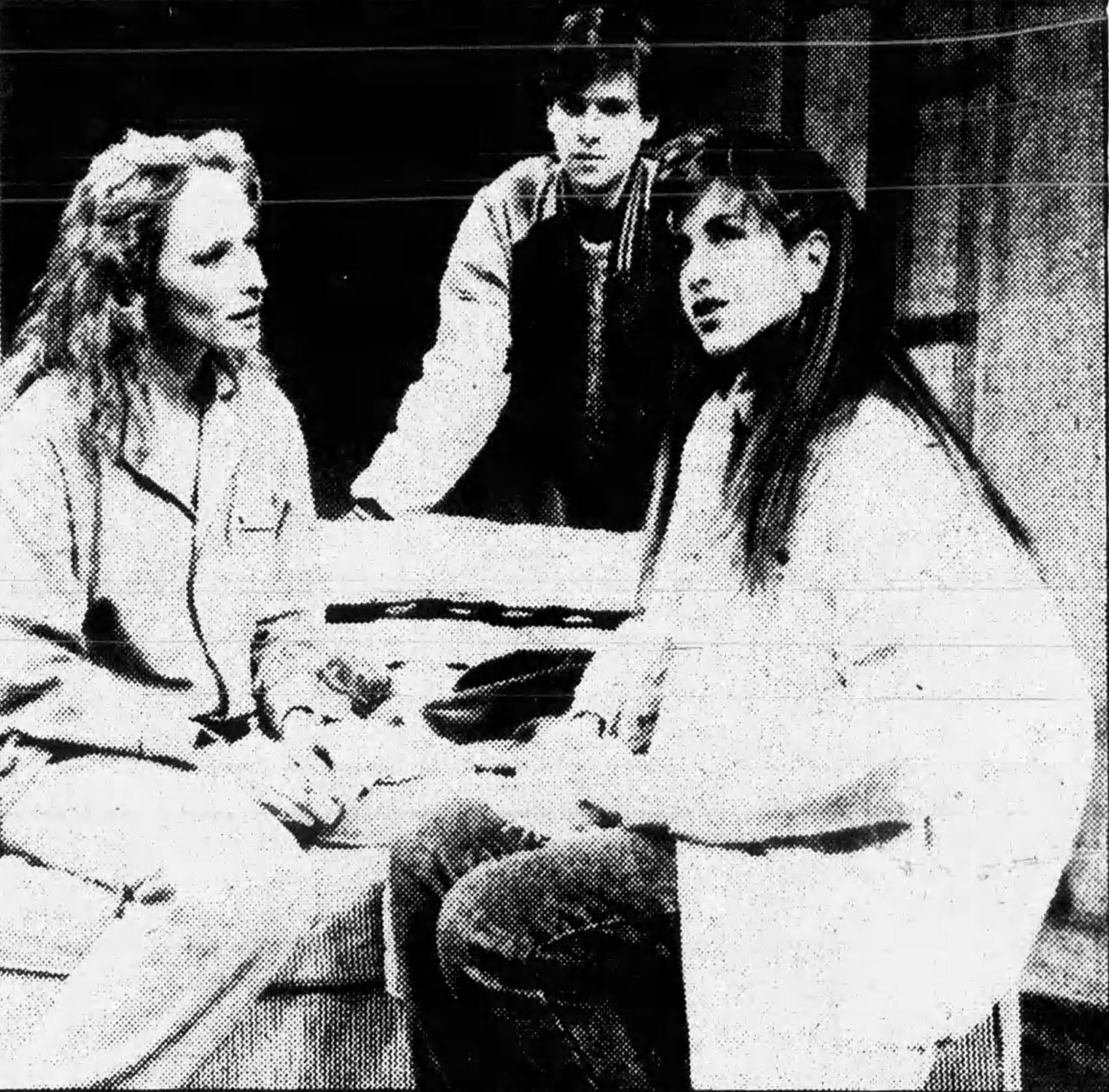
أنيستون مع ليلى روبنز وستيفن ميلر في مسرحية للحياة العزيزة في 1989

عملت أنيستون في أعمال خارج برودواي. لعبت بعض الأدوار البسيطة في عدة أعمال لم تحظى بأية شعبية مثل دورها الثانوي في مسرحية لحياة عزيزة. خلال هذه الفترة عملت جينيفر في عدة وظائف بدوام جزئي لتحسين وضعها المادي، حيث عملت مسوقةً عبر الهاتف، ثم عملت في وقت لاحق نادلةً، كما عملت ساعية دراجة. في عام 1988، لعبت دورًا صغيرًا ثانويًا في فيلم المغامرة والخيال العلمي ماك وأنا الذي انتقده النقاد. في عام 1989، تعرف البعض على جينيفر أنيستون حينما ظهرت في برنامج هوارد ستيرن عارضةً ترويجية لصالح شركة نوتريسيستام. في نفس العام، انتقلت أنيستون إلى لوس أنجلوس.
لعبت أنيستون أول دور تلفزيوني لها في عام 1990 وذلك من خلال السلسلة القصيرة مالوي وظهرت في مسلسل فيريس بيولر المُقتبس من فيلم إجازة فيريس بيولر الذي صدر عام 1986؛ أُلغي كلا المسلسلين بسرعة. ظهرت في دور مراهقة ذاهبة إلي مخيم صيفي في الفيلم التلفزيوني مخيم كوكامونغا (1990). ظهرت فيما بعد في مسلسلين كوميديين وهما الحافة والتخبط، واللذان لم يُحققا أي شهرة. في عام 1993، شاركت في فيلم الرعب ليبريكون في دور ابنة مُدللة يتبعها ليبريكون منتقم. وهناك تعرف عليها المشاهد الأمريكي قبل أن تظهر ضيفة شرف في عدة مسلسلات بسيطة مثل نقلة نوعية ورأس هيرمان. حدد أثر رجعي قامت به مجلة إنترتينمنت ويكلي عام 2014 دورها في فيلم ليبريكون كأسوأ دور لها، كما أبدت أنيستون نفسها إحراجها بسبب هذا الدور.

### 1994–2004:أصدقاءوالشهرة العالمية
بعدما قدمت أنيستون عدة أعمال وبات يعرفها المشاهد الأمريكي؛ شعرت بالاكتئاب لعدم نجاح مسلسلاتها التلفزيونية الأربعة وبدأت في الاختفاء من الشاشة بشكل تدريجي، خاصة بعد انتقالها للعيش في لوس أنجلوس. اتصلت بوارن ليتلفيلد في محطة وقود بلوس أنجلوس طالبة الطمأنينة. ساعد ليتلفيلد، الذي كان رئيس شركة إن بي سي للترفيه وقتها، أنيستون، حيث دفعها على الاستمرار في التمثيل، وبعد بضعة أشهر فقط، حصلت بمساعدته على أحد أهم الأدوار في حياتها من خلال المشاركة في المسلسل الشهير أصدقاء. في الحقيقة، كان من المقرر عرض المسلسل على إن بي سي لسنة واحدة فقط، لكن تم تغيير مدة العرض والعديد من الأمور الأخرى؛ من بينها رغبة منتجي المسلسل في أداء أنيستون لدور مونيكا غيلر، ولكن كورتني كوكس كانت أنسب لهذا الدور وهكذا حصلت أنيستون على دور رايتشل غرين. عُرض عليها أيضا المشاركة في ساترداي نايت لايف، ولكنها رفضت العرض بسبب مشاركتها في مسلسل أصدقاء. لعبت دور رايتشل حتي انتهي المسلسل في 2004، عندما توقفت أنيستون عن الظهور في أي دور تلفزيوني لمدة 15 عامًا باستثناء أدوار الضيفة.

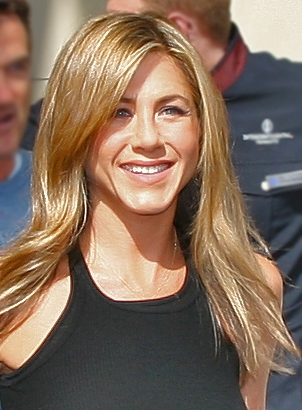
أنيستون في عام 2008 خلال مهرجان تورونتو السينمائي الدولي

كانت السلسلة ناجحة؛ حيث حققت أنيستون شهرة عالمية جنبًا إلى جنب مع كل النجوم الذين شاركوها في المسلسل. حصلت أنيستون على راتبٍ بلغ 20 مليون دولار في الحلقة الأخيرة من الموسم الثاني لمسلسل أصدقاء، فضلا عن ترشحها لخمس جوائز إيمي (اثنين في فئة أفضل ممثلة مساعدة، وثلاثة عن فئة أفضل ممثلة). ترشحت أيضًا لاثنين من جوائز الغولدن غلوب وفازت في عام 2003 بجائزة الغولدن غلوب لأفضل ممثلة عن مسلسل تلفزيوني كوميدي. حسب موسوعة غينيس للأرقام القياسية، فإن أنيستون (جنبًا إلى جنب مع النجمات التي شاركنها بطولة المسلسل) أصبحت أعلى ممثلة تلفزيونية أجرًا بعدما تقاضت مبلغ مليون دولار لكل حلقة خلال الموسم الأخير من مسلسل أصدقاء. حظيت علاقة شخصيتها الخيالية بروس غيلر، لعب دوره ديفيد شويمر، بشعبية كبيرة بين الجماهير؛ تم التصويت لهما في كثير من الأحيان علي أنهما الثنائي المفضل علي التلفزيون في استطلاعات الرأي والمجلات.
بعد انقطاع دام لأربع سنوات عن السينما، عادت أنيستون إلى الأعمال السينمائية في عام 1996، عندما شاركت في فيلم الكوميديا الرومانسية إنها هي، قبل أن تحصل على دور مهم في الفيلم السينمائي حلم لمؤرق عام 1996. حصلت أنيستون على دور البطولة التامة لأول مرة في فيلم صورة مثالية الذي صدر سنة 1997، حيث تألقت رفقة كل من كيفين بيكن وجاي موهر في دور مديرة إعلانات تنفيذية شابة مكافحة. تلقى الفيلم في حقيقة الأمر مراجعات مُختلطة، إلا أن أداء جينيفر أنيستون كان متميزًا حسب رأي الغالبية العظمى من النقاد الذين أشادوا بوجودها في مجال السينما وفي المجال الهوليوودي. حقق الفيلم نجاحًا تجاريًا مقبولاً. حصلت أنيستون على دور البطولة مجددًا في دور نادلة مطعم في فيلم الكالت أوفيس سبايس الذي صدر سنة 1999 للمخرج مايك جادج. ظهرت أيضًا في فيلم موضوع عاطفتي الذي أُخرج عام 1998، والذي تناول قصة امرأة تقع في حب رجل مثلي الجنس (تم لعب دور الرجل المثلي من قِبل بول رود).

ظهرت أنيستون في الفيلم الدراميدي نجم الروك أمام مارك والبيرغ ودومينيك واست. حصلت على إشادة من النقاد لأدائها في فيلم الدراميديا المستقل الفتاة الصالحة سنة 2002، حيث جسدت دور سيدة غير جذابة تخون زوجها لعدة أسباب. كانت ميزانية الفيلم منخفضة وتم عرضه في عدد قليل نسبيًا من صالات العرض (أقل من 700)، ولم يحقق سوى 14 مليون دولار في شباك التذاكر في الولايات المتحدة. صرح الناقد السينمائي روجر إيبرت بأنه إنجازها: 
كان أكبر نجاح تجاري لأنيستون في السينما في الفيلم الكوميدي بروس الخارق (2003)، والذي لعبت فيه دور صديقة مراسل ميداني تلفزيوني (جيم كاري) عُرض عليه فرصة أن يكون إلهًا لمدة أسبوع. مع إجمالي إيرادات 484 مليون دولار في جميع أنحاء العالم، كان خامس أعلي فيلم روائي دخلًا في السنة. لعبت أنيستون دور البطولة بعد ذلك في دور زميلة الدراسة القديمة لرجل حديث الزواج ومجروح بشدة في الفيلم الكوميدي الرومانسي جاءت بولي (2004)، أمام بن ستيلر، والذي احتل المركز الأول في شباك تذاكر أمريكا الشمالية، محققًا 27.7 مليون دولار في عطلة نهاية الأسبوع الافتتاحية؛ حقق في النهاية 172 مليون دولار في جميع أنحاء العالم.

### 2005–2013: الاستمرار في النجاح السينمائي
في 2005، ظهرت أنيستون في دور امرأة فاتنة علي علاقة مع مدير إعلانات تنفيذي في فيلم الإثارة خرج عن مساره، وفي دور كاتبة نعي وإعلانات الزفاف في الفيلم الكوميدي الرومانسي تقول الشائعات. كلا الفيلمين حققا نجاحًا في شباك التذاكر بشكل معتدل. لعبت أنيستون دور امرأة عازبة تعاني من ضائقة مالية تعمل كخادمة في فيلم الدراما المستقلة أصدقاء مع المال (2006)، والذي حصل علي إصدار محدود.
كان فيلمها التالي الفيلم الكوميدي الرومانسي الانفصال (2006)، بجانب فينس فون، الذي لعبت بطولته في دور امرأة في علاقة ذات انفصال مُعقد عندما يرفض الاثنان الخروج من منزل الثنائي الذي تم شراؤه مؤخرًا. حصل الفيلم علي مراجعات مُختلطة لكنه حقق ما يقرب من 39.17 مليون دولار خلال عطلة نهاية الأسبوع الافتتاحية و204 مليون دولار في جميع أنحاء العالم. أعطي كيث فيبس من إيه. في. كلوب للفيلم مراجعة سلبية، قائلًا، "إنه أشبه بمشاهدة حلقة 'كنا في استراحة' من مسلسل فريندز ممتد لمدة طويلة، وبدون الراحة المُباركة للانفصالات التجارية أو وعد ساينفلد قاب قوسين أو أدني." أعطت سينما بليند للفيلم مراجعة إيجابية قائلةً، "في حقبة الأفلام الرومانسية النمطية التي لا تمت للواقع بصلة، يقدم فيلم الانفصال جانب آخر منعش."
في 2006، أخرجت أنيستون الفيلم القصير الغرفة 10، تقع أحداثه في غرفة الطوارئ بمستشفي ومن بطولة روبين رايت وكريس كريستوفيرسن، كجزء من سلسلة أفلام غلامور لحظات ريل. ذكرت أنها استلهمت الإخراج من الممثلة جوينيث بالترو، والتي أخرجت أيضًا في نفس العام فيلمًا قصيرًا. في 2007، ظهرت أنيستون كضيفة في حلقة من مسلسل الفضائح—لعبت دور خصم شخصية كورتني كوكس—وحلقة من مسلسل 30 روك، حيث لعبت دور امرأة تلاحق جاك دوناغي. حصلت علي الأخير علي ترشيح لجائزة إيمي برايم تايم كأفضل ممثلة ضيفة شرف في مسلسل كوميدي.

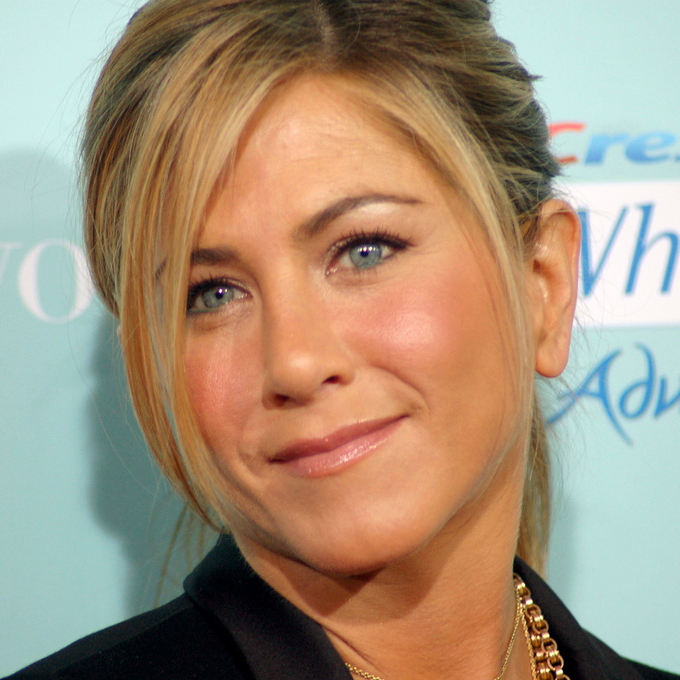
أنيستون في العرض الأول لفيلم هو ليس معجبًا بكِ فحسب في 2009

سجل فيلم الدراما الكوميدية لعام 2008 مارلي وأنا، بطولة أنيستون وأوين ويلسون في دور صاحبي الكلب الذي يحمل الفيلم اسمه، رقمًا قياسيًا لأكبر مبيعات في شباك التذاكر بيوم الميلاد علي الإطلاق بإيرادات 14.75 مليون دولار. حقق إجمالي 51.7 مليون دولار إيرادات خلال العطلة التي استمرت لأربعة أيام وأحتل المرتبة الأولي في شباك التذاكر، مركز حافظ عليه لمدة أسبوعين. كان مجمل الإيرادات في جميع أنحاء العالم 242.7 مليون دولار. حقق فيلمها التالي الواسع الإصدار، الفيلم الكوميدي الرومانسي هو ليس معجبًا بكِ فحسب (2009)، الذي لعبت فيه دور البطولة أمام بن أفليك، 178.8 مليون دولار عالميًا وأحتل المرتبة الأولي في شباك تذاكر الولايات المتحدة في عطلة نهاية الأسبوع الافتتاحية. بينما تلقي الفيلم مراجعات مُختلطة، أشاد النقاد بأنيستون، بجانب أفليك، وجينيفر غودين، وجينيفر كونلي، باعتبارهم من أبرز الشخصيات في الفيلم.
ظهرت أنيستون في دور الزوجة السابقة لصائد جوائز (جيرارد بتلر) في فيلم الأكشن والكوميديا الرومانسية صائد الجوائز (2010). تعرض الفيلم لانتقادات بواسطة النقاد، حيث كتبت هوليوود ريبورتر أن "المزيج ينتهي به الأمر ككارتون للبالغين غير مضحك تمامًا." ومع ذلك، حقق نجاحًا كبيرًا في شباك التذاكر، حيث حصد أكثر من 130 مليون دولار في جميع أنحاء العالم. استقبل استقبال شباك التذاكر الفاتر فيلمها التالي، الفيلم الكوميدي الرومانسي التبديل (2010)، والذي لعبت فيه دور البطولة مع جيسون بيتمان في دور امرأة عزباء في الثلاثين من عمرها تقرر إنجاب طفل باستخدام بنك الحيوانات المنوية. اجتذبت عطلة نهاية الأسبوع الافتتاحية للفيلم ما وصفته هوليوود ريبورتر بأنه "8.4 مليون دولار محبطين". تلقي الفيلم مراجعات مُختلطة بشكل عام، حيث أظهر موقع المراجعة ميتاكريتيك 13 من أصل 30 ناقدًا قدموا تقييمًا إيجابيًا.

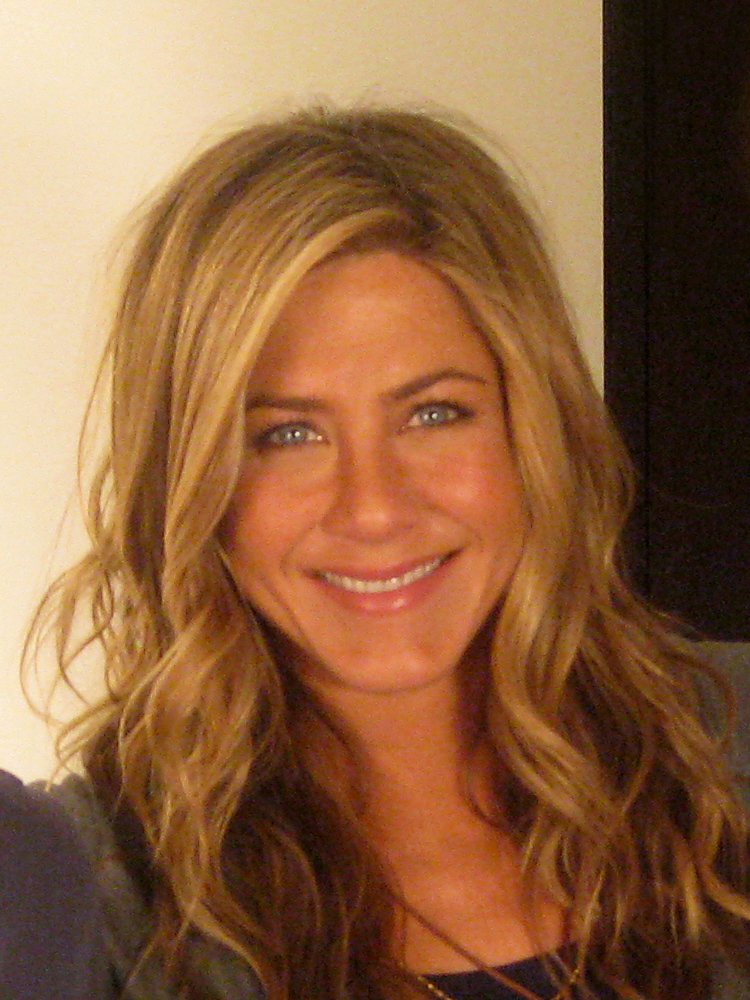
أنيستون في 2010

في عام 2010، كانت أنيستون أيضًا ضيفة شرف في العرض الأول للموسم الثاني من مسلسل السيت كوم علي قناة أيه بي سي مدينة كوغار، حيث لعبت دور طبيبة نفسية. حظي إعلانها أنها ستظهر في مسلسل مدينة كوغار بالإثارة وسُمي بعودتها إلي التلفزيون. كتبت إيه. في. كلوب: "[دورها] مضحك بعض الشيء، وهو يسلط الضوء علي مدي بناء جينيفر أنيستون لتكون نجمة تلفزيونية." في عام 2011، لعبت دور البطولة أمام آدم ساندلر كمديرة مكتب تتظاهر بأنها زوجة جراح تجميل في الفيلم الكوميدي الرومانسي جست غو وذ إت، ولعبت دور طبيبة أسنان عدوانية جنسيًا في فيلم مدراء فظيعون. حقق كل من جست غو وذ إت ومدراء فظيعون أكثر من 100 مليون دولار في أمريكا الشمالية و200 مليون دولار في جميع أنحاء العالم.
ظهرت أنيستون في فيلم الكوميديا حب السفر الذي صدر سنة 2012 رفقة بول رود، الذي كانت قد شاركت معه في بطولة فيلم موضوع عاطفتي سنة 1998 ثم مسلسل أصدقاء. قامت شركة يونيفرسال بيكتشرز بشراء فيلم حب السفر الذي كُتب بواسطة كين مارينو وديفيد وين، في حين عمل جاد أباتاو على إنتاجه. تناول الفيلم قصة زوجين ينتقلان للعيش في البادية بعدما فقدا كل أموالهم خلال فترة عيشهم في المدينة؛ هناك تتغير طريقة ونمط العيش ويواجهون الكثير من المصاعب في الحياة لكنهما يقرران أن الحياة العصرية ليست مناسبة لهما. تلقى فيلم حب السفر مراجعات إيجابية لكنه فشل في شباك التذاكر، حيث حقَّقَ 21 مليون دولار فقط في جميع أنحاء العالم، في حين بلغت ميزانية إنتاجه 35 مليون دولار.
حصلت أنيستون على دور البطولة مع جيسون سوديكس في فيلم نحن آل ميلر الذي صدر سنة 2013، حيث تم تصويره في صيف عام 2012 في ويلمينغتون، كارولاينا الشمالية) في ولاية نيو مكسيكو. نحن آل ميلر هو فيلم كوميدي يتناول قصة تاجر مخدرات يعيش رفقة عائلة مزيفة. لعبت أنيستون في الفيلم دور متعرية متعثرة تقبل بالتظاهر بأنها زوجة تاجر المخدرات هذا. تلقى الفيلم مراجعات مُختلطة من النقاد، لكنه حقق نجاحًا كبيرًا على مستوى شباك التذاكر بعدما حقق ما يزيد عن الـ296 مليون دولار مقابل ميزانية لم تتجاوز الـ37 مليون دولار.

### 2014–حتي الآن: أدوار سينمائية والعودة إلي التلفزيون
لعبت أنيستون دور ميكي داوسون، شخصية اجتماعية رواقية تصبح هدفًا لمؤامرة اختطاف سيئة التخطيط، في فيلم حياة الجريمة عام 2014. الفيلم مبني على قصة في رواية التبديل للكاتب إلمور ليونارد، والتي صدرت سنة 1978. وصفت كاثرين شوارد من جريدة الغارديان أداء جينيفر "بالهزلي المُحبب". أما إريك كون من موقع إندي واير، فقد كتب أن دور أنيستون في الفيلم قائلاً: «دور أنيستون كان حماسيًا بالفعل ... وهو مختلف تماماً عما قدمته في مسلسل أصدقاء.» تلقى الفيلم مراجعات إيجابية. خاصة في ظل مشاركة شُلة من النجوم من بينهم تيم روبنز، وجون هوكس، وياسين باي، وآيلا فيشر، وويل فورتيه، ثم مارك بون جونيور. تم إصدار الفيلم في دور عرض قليلة. وأعادت جينيفر أنيستون دورها أيضًا في فيلم مدراء فظيعون 2 (2014).
حصلت أنيستون من بعد ذلك على دور البطولة في فيلم كعكة سنة 2014 للمخرج دانيال بارنز، حيث جسدت شخصية امرأة قابضة تُدعى كلير سيمونز تُكافح في حياتها من أجل تجاوز معاناتها مع الألم المزمن. تلقى الفيلم مراجعات مُختلطة؛ ومع ذلك فقد أشاد النقاد بأداء أنيستون لدرجة أن البعض حاول الضغط من أجل ترشيحها للمنافسة على نيل جائزة الأوسكار. بل تم تكريمها في مهرجان تورونتو السينمائي الدولي. وكان غريغوري إلوود من موقع هايت فيكس قد علق على أداء حيني في الفيلم قائلاً: «إنه حقًا لأداء عظيم بل دور درامي مميز ... أنيستون جعلتنا نُؤمن فعلا بألم كلير، وقد تمكنت من الدور من بداية الفيلم حتى نهايته ... تستحق عليه فعلا كل الجوائز.» دورها في هذا الفيلم رشحها للمنافسة على جائزة اختيار النقاد للأفلام لأفضل ممثلة، بالإضافة إلى جائزة غولدن غلوب لأفضل ممثلة في فيلم دراما، ثم جائزة نقابة ممثلي الشاشة عن فئة أفضل دور نسائي بطولي في فيلم معين. جدير بالذكر أن شلة من النجوم قد شاركتها في البطولة، بما في ذلك أدريانا بارازا، وآنا كيندريك، وسام ورذينجتن، وفيليستي هوفمان، وويليام ميسي.

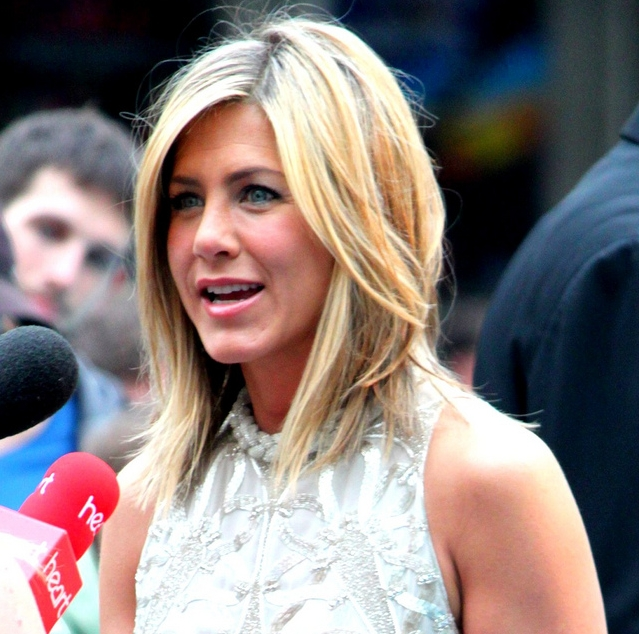
أنيستون في العرض الأول لفيلم مدراء فظيعون بلندن عام 2011

في عام 2015، لعبت جينيفر دور المعالجة المترددة جين كليرمونت في فيلم هي مضحكة بتلك الطريقة من إخراج بيتر بوغدانوفيتش. الفيلم تم إنتاجه من قِبل ويس أندرسون ونواه بومباك ومن بطولة كل من أوين ويلسون، وإيموجين بوتس، وكاثرين هان، وريس ايفانز، وويل فورتيه. حصل الفيلم علي إصدار محدود. تلقى الفيلم مراجعات مختلطة ولكن أداء أنيستون حضي بالإشادة مرة أخرى، حيث وصف الناقد ويسلي موريس من موقع جرانتلاند أداء جيني قائلاً: «إنها واحدة من أبرز الكوميديات على الشاشة ... معظم مشاهد الفيلم كانت غريبة ومُبتذلة وحادة جدًا، لكن وجود أنيستون قلب الأمور رأسًا على عقب، هناك متعة حقيقة في وجودها، ناهيك عن موهبتها، فهي مضحكة في كل شيء.» أما لو لومينيك من نيويورك بوست، فقد وصف أداء جينيفر قائلاً: «إنها واحدة من الأدوار التي أضاءت الفيلم».
لعبت أنيستون دور البطولة في الفيلم الرومانسي الكوميدي عيد الأم الذي صدر سنة 2016، من إخراج غاري مارشال، وشاركت في البطولة رفقة جوليا روبرتس، وكيت هدسون، وتيموثي أوليفانت، ثم جيسون سوديكس. لعب فيه أنيستون دور أم لطفلين مُطلقة حديثًا. صدر الفيلم في نيسان/أبريل 2016، وتلقى تقييمًا سيئًا جدًا، كما لم ينل تلك الأرباح المُتوقعة في شباك التذاكر. في عام 2016، حصلت أنيستون على دور مميز في فيلم الرسوم المتحركة اللقالق إلى جانب كل من أندي سامبيرج وكيلسي جرامر. قامت فيه أنيستون بأداء صوت أم مدمنة علي العمل ومفرطة في الحماية. صدر الفيلم يوم 23 سبتمبر، وقد تلقى مراجعات إيجابية بالفعل، كما حقق أزيد من 182 مليون دولار، في حين بلغت ميزانيته 70 مليون دولار. حصلت بعد ذلك مباشرةً على دور البطولة في فيلم حفلة عيد الميلاد رفقة جيسون بيتمان وكيت ماكينون ومن إخراج ويل سبيك وجوش غوردون. أُفرج عن الفيلم في 9 ديسمبر/كانون الأول من عام 2016. حقق 114.5 مليون دولار في جميع أنحاء العالم. من كانون الأول/ديسمبر 2015 وحتى كانون الثاني/يناير 2016، كانت جينيفر أنيستون منشغلة بتصوير فيلم الدراما الحربية الطيور الصفراء للمخرج ألكسندر مورس ومن بطولة ألدن إرينيرك، وتاي شيريدان، وجاك هيوستن، وتوني كوليت. بينما قالت إنها "لا تنجذب عادةً نحو المشاركة في الأفلام الحربية"، قامت باستثناء لأن الفيلم "كُتب بشكل جميل جدًا وبطريقة لم تجربها من قبل". لعبت أنيستون في الفيلم دور أم جندي متوفي. قُدِّم الفيلم لأول مرة في مهرجان صندانس السينمائي الدولي في 21 كانون الثاني/يناير 2017 وحصل علي إصدار فيديو حسب الطلب في يونيو 2018. كتبت لوس أنجلوس تايمز في مراجعتها: "تقدم توني كوليت وجينيفر أنيستون بدور والدتان للجنود المختلفتان تمامًا ولكن قلقتان بنفس القدر، عروضًا طبيعية بشكل موحد".
في عام 2017، تسربت أخبار تُفيد بأن جينيفر ستعمل رفقة ريس ويذرسبون على خدمة بث أو شيء من هذا القبيل لصالح شركة أبل. وقعت في عام 2018 على عقد مع الشركة الرائدة نيتفليكس من أجل تصوير–أو الإعلان–عن مجموعة من المشاريع، بما في ذلك الفيلم الكوميدي الموسيقي دمبلين، والذي كانت أنيستون فيه منتجة تنفيذية ونجمة–وهو أول مشروع لها لخدمة البث، بالإضافة إلى الفيلم الكوميدي لغز جريمة القتل رفقة آدم ساندلر.
عُرض فيلم أنيستون لغز جريمة القتل لأول مرة في 14 يونيو 2019 وحاز علي مراجعات مُختلطة. أعادت دورها مرة أخري في الجزء الثاني من الفيلم، والذي عُرض لأول مرة في 31 مارس 2023 وحصل هو الآخر علي تقييمات مُختلطة.
عادت أنيستون إلي التلفزيون في 1 نوفمبر 2019، حيث أنتجت ولعبت البطولة بجانب ريس ويذرسبون في مسلسل أبل تي في + الدرامي البرنامج الصباحي. كان أول دور تلفزيوني رئيسي لها منذ انتهاء مسلسل أصدقاء في 2004. لموسمه الأول، فازت أنيستون بجائزة نقابة ممثلي الشاشة لأفضل ممثلة في مسلسل درامي، وحصلت علي ترشيح لجائزة الإيمي برايم تايم لأفضل ممثلة رئيسية في مسلسل درامي وترشيحان لجائزة الغولدن غلوب لأفضل ممثلة - مسلسل دراما وأفضل مسلسل - دراما كمنتجة. أكسبها آخر موسمين من المسلسل عدة ترشيحات إضافية لجائزة اختيار النقاد، وجائزة الغولدن غلوب، وجائزة نقابة ممثلي الشاشة.
اجتمعت مجددًا مع زملائها ممثلي مسلسل أصدقاء لحلقة تلفزيونية خاصة غير مكتوبة علي إتش بي أو ماكس بعنوان أصدقاء: لم الشمل في مايو 2021. أكسبتها الحلقة الخاصة ترشيحًا لجائزة إيمي برايم تايم لأفضل عرض خاص مُنوع (مُسجل مسبقًا) كمنتجة.

## الأعمال الأخرى والمشاريع التجارية
ظهرت أنيستون في العديد من الإعلانات التجارية وأشرطة الفيديو والموسيقى طوال حياتها المهنية. في عام 1996، ظهرت رفقة توم بيتي آند ذا هارت بريكرز في الفيديو الموسيقي لأغنية "الجدران". في عام 2001، عادت أنيستون للظهور مع ميليسا إثريدغ في الفيديو الموسيقي "أريد أن أقع في الحب". ظهرت جيني في بعض إعلانات هينيكن التجارية التي كانت حُظرت في وقت لاحق في الولايات المتحدة بسبب قضايا العلامات التجارية. كما ظهرت في إعلانات تجارية أخرى لصالح شركة لوريال للعناية بالشعر. في عام 1995، بعد لعب البطولة في مسلسل أصدقاء، سجلت أنيستون رفقة الممثل ماثيو بيري فيديو تعليمي لمدة 60 دقيقة وذلك قُبيل إفراج شركة مايكروسوفت عن نظام التشغيل ويندوز 95. جنبًا إلى جنب مع براد بيت وبراد غري، الرئيس التنفيذي لشركة باراماونت بيكتشرز، أسَّست أنيستون شركة إنتاج سينمائي خاصة بها في عام 2002 تُدعي شركة بلان بي إنترتينمينت، إلا أنها وغري انسحبا منها عام 2005. في عام 2008، اتحدت مع المنتج كريستين هان من أجل تأسيس شركة إنتاج أفلام الصدى.
بموجب عقد مع إليزابيث أردن، عملت أنيستون لأكثر من سنة على تقديم جديد العطور خاصة في هارودز بلندن. أطلقت أنيستون عطرًا خاصًا بها في يوليو 2010 حمل اسم "لولافي بواسطة جنيفر أنيستون"، ولكن لتفادي الخلط بينه وبين عطر يحمل نفس الاسم، تم تغيير الاسم إلى "جنيفر أنيستون" ببساطة. في مقابلة معها عقب إفراج أنيستون عن عطرها، قالت: «أود أيضًا خلق عطر خاص بالرجال.» في عام 2014، أطلقت عطرًا ثانيًا حمل هذه المرة اسم جي (بالإنجليزية: J). ثم عادت في عام 2015 لتُطلق ثالث العطور الخاصة بها، والذي حمل هذه المرة اسم قرب الغسق، في حين أطلقت العطر الرابع في عام 2016 تحت اسم منظر الشاطئ. في تموز/يوليو 2017، أطلقت جيني خامس عطر لها تحت اسم لوكس. في تشرين الأول/أكتوبر من نفس العام، أعلنت الممثلة عن إطلاق عطر سادس حمل اسم الفصل الأول لينضم بذلك لقائمة عطورها الخاصة. وأطلقت عطرها السابع عام 2018 وحمل اسم الفصل الثاني، وأطلقت عطرها الثامن عام 2020 وحمل اسم سلفر، وأطلقت عطرها التاسع في نفس العام وحمل اسم سولستيس بلوم. وفي 2021، أطلقت أنيستون شركة لولافي للعناية بالشعر.
منذ عام 2007 وأنيستون تعمل في حملة دعائية من أجل شرب أنواع مختلفة من المياه منها مشروب سمارت ووتر؛ وفي 7 آذار/مارس من عام 2011، أصدرت فيديو على قناتها الرسمية على موقع يوتيوب لمشروب سمارت ووتر بعنوان "جنيفر أنيستون تنتشر علي نطاق واسع"، حيث حثت فيه على شرب أنواع مختلفة من المياه كون أن هذا الأمر يقي من الكثير من الفيروسات الممرضة. تمت مضاعفة الاهتمام بالمنتج عبر الإنترنت ثلاث مرات في غضون 24 ساعة من صدور الفيديو. في كانون الثاني/يناير 2013، أصبحت أنيستون وجه شركة أفينو (بالإنجليزية: Aveeno) للعناية بالبشرة والمتحدثة الجديدة باسمها. حلت محل دانييلا فان غراس كالعارضة المتحدثة باسم أفينو. ثم بدأت في بث الإعلانات التجارية لصالح هذه الشركة بحلول مايو 2013. في عام 2015، أصبحت الوجه الجديد لطيران الإمارات في صفقة قدرت بعض وسائل الإعلام أنها حصلت فيها على مبلغ 5 ملايين دولار. قيل إن الحملة التسويقية التي قامت بها أنيستون لصالح شركة دبي وطيران الإمارات قد كُللت بالنجاح، حيث أصبحت شركة الطيران تلك العلامة التجارية الأكثر شعبية في دولة الإمارات العربية المتحدة للعام الثاني على التوالي. في 5 تشرين الأول/أكتوبر من عام 2016، صدر لجيني ثاني إعلان لها. ثم أصبحت في نفس العام المتحدثة الرسمية باسم حملة "حب العين" (بالإنجليزية: eyelove) التابعة لشركة الأدوية شاير لزيادة الوعي حول جفاف العين المزمن.

## العمل الخيري
أنيستون مناصرة من المشاهير للعديد من الجمعيات الخيرية وتقوم ببعض التبرعات الخيرية من فترة إلى أخرى، فهي شريكة في إحدى المؤسسات الخيرية غير الهادفة للربح تُدعي أصدقاء الفارو، والتي تُساعد أيتام دار كازا هوغار سيون في تيخوانا بالمكسيك. ظهرت جيني أيضًا في العديد من الإعلانات التلفزيونية لدعم وجمع التبرعات لصالح الأطفال في المشافي مثل إعلاناتها التلفزيونية لمستشفى سانت جود لبحوث الأطفال؛ كما قامت في أيلول/سبتمبر 2008 بحملة تبرع لصالح مرضى السرطان. شاركت في فيديو تحت عنوان "لا يمكن الانتظار"، وهو عبارة عن حملة مجانية للتحسيس بضحايا القتل في بورما، كما قامت أخرجت الفيديو أيضًا.

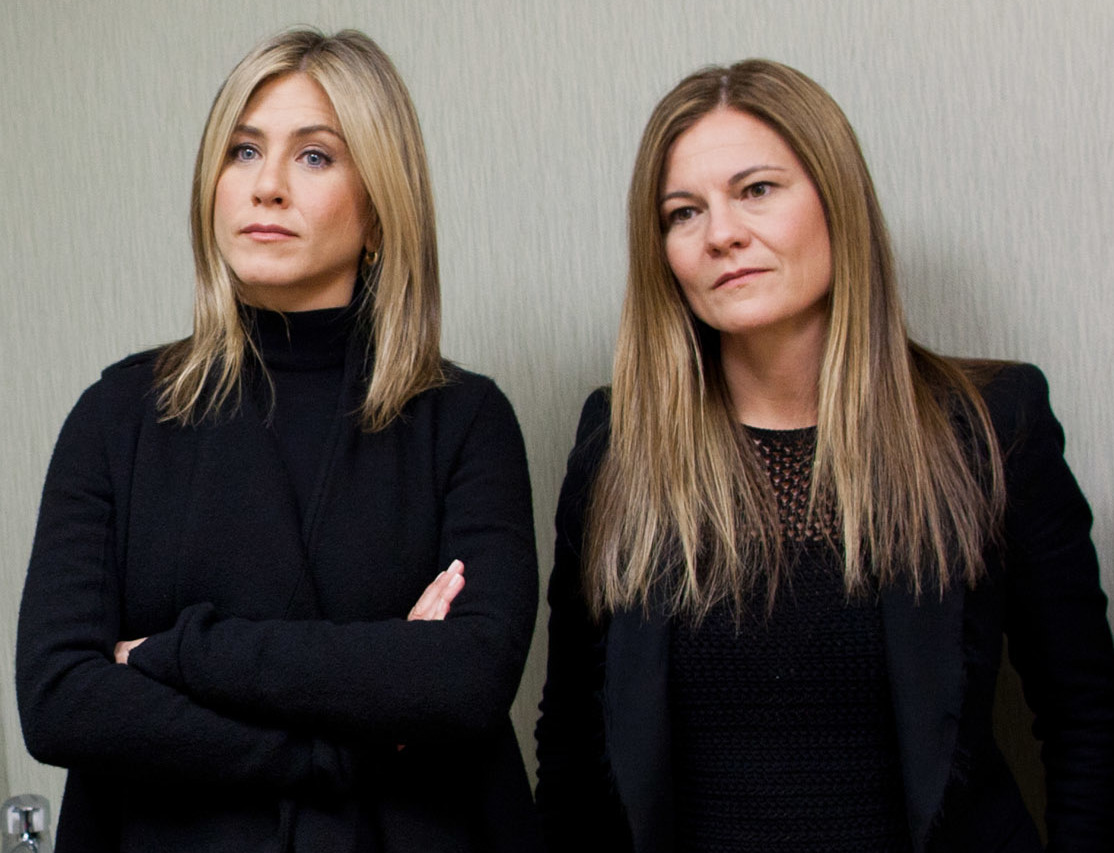
أنيستون وكريستين هان خلال جولة في مركز إنوفا للعناية بالثدي في الإسكندرية، فيرجينيا، في أكتوبر 2011. شاركتا في إنتاج الفيلم المتعلق بسرطان الثدي خمسة.

في 14 أبريل 2007، نالت أنيستون جائزة غلاد (بالإنجليزية: GLAAD) اعترافًا بمساهماتها الكبيرة في توضيح وفهم المثلية، وازدواجية الميول الجنسية، والمتحولين جنسيًا، ومحاولة إدماجهم داخل المجتمع. أما في يوم الأرض عام 2010، فقد انضمت جينيفر إلى جانب كورتني كوكس، ووودي هارلسون، وبن ستيلر، وغيرهم من أجل تصوير فيديو مهم عن هذا اليوم؛ وفي محاولة منها–ومن باقي من شاركها–لوقف ذبح الدلافين وحماية الشعب الياباني من مستويات سامة من الزئبق الموجودة في لحوم الدلافين. كما دعمت علنًا جمعيات الملابس قبالة ظهرنا، وتغذية أمريكا، ومؤسسة إي بي للأبحاث الطبية، ومشروع إي إل إس، وأومنيبيس، والشبكة الوطنية للاغتصاب والإساءة وسفاح القربى الخيرية. في عام 2013، تم تعيينها سفيرة مؤسسة صناعة الترفيه (EIF) ساكس فيفث آفنيو المفتاح للعلاج، التي تجمع الأموال لصالح صندوق أبحاث سرطان النساء التابع لمؤسسة صناعة الترفيه. في عام 2015، دعمت مؤسسة كوميك ريليف.
تبرعت أنيستون بمبلغ نصف مليون دولار لصالح منظمة أطباء بلا حدود، ومقدمي الرعاية الصحية الهايتيين شركاء في الصحة، وأميريكاريس. كما شاركت في حفلات تيليثون في نفس الدولة.
في 12 أكتوبر عام 2017، أُفيد أن أنيستون قد تبرعت بمبلغ نصف مليون دولار إلى الحركة الدولية للصليب الأحمر والهلال الأحمر، ثم تبرعت بنصف مليون دولار آخر لفائدة مؤسسة ريكي مارتن لمساعدة ضحايا إعصار هارفي، وإيرما وماريا. بعد تكريمها من قِبل سمارت ووتر في عام 2016 لعملها الخيري المستمر لصالح سانت جود، تحدثت أنيستون عن أهمية العمل الخيري في حياتها لمجلة إن ستايل: "نحن نعيش حياة جميلة للغاية ومحظوظة لأننا قادرون علي القيام بما يمكننا القيام به من أجل المعيشة. وبالتالي فهي طريقة تمكنني من أن أكون في وضع يمكنني من القيام بشيء ما للأشخاص الأقل قدرة. إنه شيء يجعل قلبي يبتسم."

## الحياة الشخصية
ليس لدي أنيستون أي أطفال. في يوليو 2016، كتبت مقالة رأي لـهاف بوست بعنوان "للتسجيل"، حيث انتقدت وسائل الإعلام لتركيزها علي جسدها والتكهنات حول حالات الحمل المُحتملة. كتبت: "إن التشييء والتدقيق الذي نخضع له النساء أمر سخيف ومثير للقلق." في نوفمبر 2022، ظهرت على غلاف مجلة ألور لإصدارها المطبوع النهائي. وفي المقابلة المُصاحبة، قالت أنيستون إنها خضعت لعملية التلقيح الاصطناعي لمحاولة إنجاب أطفال عندما كانت في الثلاثينات والأربعينات من عمرها، لكن المحاولات لم تسفر عن أي حمل. قالت، "كل السنوات والسنوات والسنوات من التكهنات... كان الأمر صعبًا حقًا. كنت أقوم بعملية التلقيح الصناعي، وأشرب الشاي الصيني، سمها ما شئت. كنت أبذل كل ما في وسعي." في عام 2023، كشفت أن عائلة آدم ساندلر ترسل لها الزهور كل عام في عيد الأم.

### العلاقات
التقت أنيستون ببراد بيت في عام 1998؛ ثم تطورت العلاقة بينها بسرعة كبيرة وغطّّتها وسائل الإعلام المحلية والدولية على نطاق واسع. تزوج الثنائي، بعد عامين من المواعدة، في 29 يوليو 2000، ثم أقاما حفل زفاف فخم في ماليبو. لبضع سنوات، كان يُعتبر زواجهما "نجاحًا هوليوديًا" من النادر تحقيقه، لكن في 7 كانون الثاني/يناير من عام 2005، أعلن الزوجان عن انفصالهما، وانتهت العلاقة بالطلاق في 2 أكتوبر 2005. أثناء إجراءات الطلاق، كانت هناك تكهنات مُكثفة في وسائل الإعلام تُؤكد أن بيت كان غير مخلصًا لأنيستون، خاصة بعدما شارك مع أنجلينا جولي في فيلم السيد والسيدة سميث، والذي رُجح أنه سبب الانفصال، حيث بدأ بيت علاقة مع جولي بعد وقت قصير من الانفصال. في الأشهر التالية، كان هناك رد فعل عنيف من الجمهور تجاه الطلاق حسب ما ذكرت الصحافة؛ حيث ظهرت طائفة سمَّت نفسها بـ"فريق أنيستون" وطائفة أخرى تُدعى "فريق جولي" ولبس الفريقان قمصانًا تضم صور الممثلتان لدعمهما في جميع أنحاء البلاد. علقت أنيستون على الطلاق في كانون الثاني/يناير 2015 خلال مقابلة لها مع هوليوود ريبورتر، حيث أشارت قائلة: «لا أحد فَعل أي شيء خاطئ ... لقد حصلت فقط أشياء لم تكن جيدة في بعض الأحيان.»
في عام 2005، وفي ظل تقارير أكدت على أن براد انفصل عن جينيفر كون هذه الأخيرة كانت ترفض أن يكون لها أطفال مع بيت، لكن أنيستون نفت كل هذا خلال حديثها مع فانيتي فير، حيث صرحت: «لم يسبق لي في حياتي أن قلت "لا أريد أن يكون لدي أطفال" لم أفعل ... في الحقيقة لن أتخلى عن هذه التجربة.» كشفت أنيستون أيضًا أن طلاقها تسببت فيه والدتها، نانسي، لكنها عادت للتواصل معها بعدما انفصلت عنها منذ ما يقرب من عقد من الزمان. تحدثت نانسي عن ابنتها في برنامج تلفزيوني وكتبت من الأم والابنة إلي الأصدقاء: مذكرات (1999). قالت أنيستون إنها انهارت بسبب وفاة معالجها النفسي لفترة طويلة، والذي نسبت إليه الفضل في المساعدة في جعل انفصالها عن بيت أسهل. أكدت على أنها لم تندم على زواجها من براد، مشيرة في الوقت ذاته إلى طبيعة العلاقة التي كانت تجمعها به: «كانت سنوات سبعة "مكثفة" للغاية ... كانت سنوات جميلة، أمَّا العلاقة بيننا، فكانت مُعقدة.»
دخلت أنيستون في علاقة مع الممثل، والمخرج، وكاتب السيناريو جاستن ثيرو في أيار/مايو 2011. في كانون الثاني/يناير 2012، قامت أنيستون جنبًا إلى جنب مع ثيرو بشراء منزل في حي بيل أير في لوس أنجلوس بمبلغ قُدر بـUS$22 مليون دولار أمريكي. ظهرت جيني مع جاستن كثيرًا وأصبحا مخطوبين في 10 آب/أغسطس 2012. ثم تزوج الثنائي في 5 أغسطس 2015 في منزلهما. في 15 فبراير/شباط من عام 2018، أعلنت أنيستون وثيرو عن انفصالهما وذلك في تصريح خاص لوكالة أسوشيتد برس.

### السياسة
تُعتبر أنيستون ديمقراطية، حيث سبق لها وأن تبرَّعت لصالح الرئيس السابق باراك أوباما خلال حملته بالانتخابات الرئاسية، كما شاركت في جمع الأموال للمرشحة الديمقراطية الأخرى هيلاري كلينتون خلال حملتها الانتخابية الرئاسية عام 2016. وأيدت جو بايدن في الانتخابات الرئاسية لعام 2020.

### الصحة واللياقة البدنية
تُمارس أنيستون رياضتي اليوغا والكاراتيه. في عام 2014، صرحت أنيستون أنها تُمارس وتتدرب على ما يُعرف برياضة التأمل التجاوزي. جدير بالذكر هنا أن أنيستون عانت في سنين مراهقتها عندما تم تشخيص إصابتها بعسر القراءة الذي أثر على حياتها التعليمية وعلى احترامها لذاتها وهي شابة في العشرين؛ ذكرت جينيفر حينها أن نظرتها تجاه الحياة قد تغيرت وأضافت: «أعتقد أنني لم أكن الذكية. لم أكن أستطيع الإبقاء على أي شيء؛ وهذا كان اكتشافًا عظيمًا بالنسبة لي. شعرت خلال طفولتي بالصدمة فتلاشت أمامي كل المآسي الدرامية.»

## قائمة أفلامها

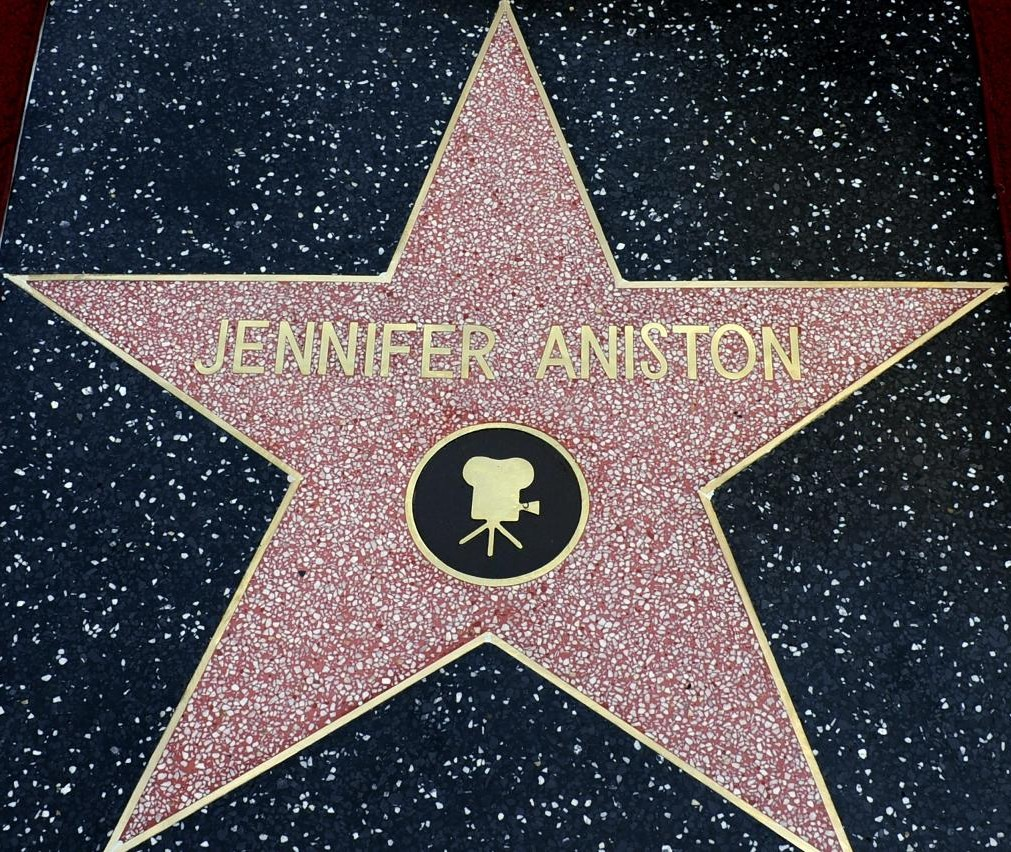
نجمة أنيستون علي ممر الشهرة بهوليوود

- لغز جريمة القتل (2019)
- حفلة عيد الميلاد (2016)
- نحن آل ميلر (2013)
- جست غو وذ إت (2011)
- مدراء فظيعون (2011)
- صائد الجوائز (2010)[224]
- تقول الشائعات (2005)
- جاءت بولي (2004)[224]

## وصلات خارجية
- جينيفر أنيستون على مشروع الدليل المفتوح
- جينيفر أنيستون على موقع IMDb (الإنجليزية)
- جينيفر أنيستون على موقع الموسوعة البريطانية (الإنجليزية)
- جينيفر أنيستون على موقع روتن توميتوز (الإنجليزية)
- جينيفر أنيستون على موقع مونزينجر (الألمانية)
- جينيفر أنيستون على موقع قاعدة بيانات الأفلام العربية
- جينيفر أنيستون على موقع ألو سيني (الفرنسية)
- جينيفر أنيستون على موقع ميوزك برينز (الإنجليزية)
- جينيفر أنيستون على موقع تيرنر كلاسيك موفيز (الإنجليزية)
- جينيفر أنيستون على موقع أول موفي (الإنجليزية)
- جينيفر أنيستون على موقع بوكس أوفيس موجو (الإنجليزية)